# Val di Fiemme
La Val di Fiemme (Val de Fieme in dialetto fiamazzo, Val de Fiém in dialetto predazzano e in ladino, Fleimstal in tedesco) è una delle principali valli dolomitiche, situata in Trentino e una minima parte in Alto Adige coi comuni di Anterivo e Trodena. Assieme alla Val di Fassa e alla Val di Cembra, costituisce il bacino idrografico del torrente Avisio, affluente di sinistra del fiume Adige. Il capoluogo storico della valle è Cavalese, mentre il centro abitato più popoloso è Predazzo.

## Geografia
La val di Fiemme è delimitata da celebri monti come la Catena del Lagorai a Sud e il gruppo del Latemar a Nord-Est. I limiti meridionale e settentrionale sono fissati nel Rio di Cadino, che sfocia nell'Avisio a valle di Molina di Fiemme, e nel Rio San Pellegrino, che si immette nello stesso fiume presso il centro di Moena. Inoltre la valle si trova in mezzo a due parchi naturali: quello di Paneveggio Pale di San Martino a est e quello del Monte Corno a ovest, due parchi vicini, ma diversi per la varietà della flora e della fauna. L'intera Val di Fiemme può essere definita un vero e proprio parco, grazie alla vastissima estensione di boschi che, coltivati in modo rispettoso da secoli, hanno rappresentato, specie nel passato, una fonte di sussistenza per la popolazione locale.
Queste foreste (che ormai da qualche decennio si ampliano al ritmo di circa cento ettari all'anno) influenzano in modo positivo la qualità dell'aria e del clima, favorito anche dall'orientamento della valle, che si allunga prevalentemente da Ovest verso Est. Il paesaggio tipicamente alpino della Val di Fiemme è caratterizzato soprattutto dall'abete rosso che riesce a sviluppare un'altezza di 50 metri, con esemplari che raggiungono una circonferenza fino a 6 metri e un volume di tronco di 25/30 metri cubi, ovvero quanto serve per costruire una casa.
I boschi della Val di Fiemme appartengono quasi esclusivamente ai Comuni e alla "Magnifica Comunità di Fiemme", un'originale e antichissima istituzione di reminiscenza longobarda che dal 1100 al 1800 ha costituito una sorta di piccola repubblica nell'ambito del principato di Trento. A Cavalese, presso la Pieve dell'Assunta, a testimonianza dell'istituzione medievale, è ancora visibile un manufatto di forma circolare, cd. banc de la rasòn dove i fiammazzi si riunivano in assise per discutere e prendere decisioni civili. La Magnifica Comunità di Fiemme è proprietaria di 20.000 ettari di foreste certificate FSC e PEFC. La sua storia, ampiamente documentata, permette di risalire per quasi un millennio nelle tradizioni e nella cultura della Val di Fiemme.
La Val di Fiemme è impegnata nella lotta per la protezione dell'ambiente con numerose attività messe in atto dai singoli Comuni e dall'intera comunità di valle.

## Trasporti
La principale via di comunicazione della valle è costituita dall'arteria stradale che sale da Ora in Valle dell'Adige, la Strada statale 48 delle Dolomiti, che attraverso il Passo San Lugano valica nella valle; giunta a Predazzo prosegue verso la Val di Fassa. Importanti anche le strade che conducono in valle attraverso la Val di Cembra: la provinciale Fersina-Avisio e la statale della Val di Cembra. La Val di Fiemme è connessa con altre valli del Trentino-Alto Adige e del Veneto anche grazie a numerosi valichi alpini: da Predazzo il Passo Rolle conduce a San Martino di Castrozza e in Primiero, il Passo Valles collega Paneveggio alla Valle del Biois, il Passo di Lavazè conduce da Varena in Val d'Ega (Alto Adige), il Passo San Lugano collega Castello con Ora e infine il Passo Manghen porta da Molina in Valsugana.
Una pista ciclabile percorre tutta la valle, da Molina di Fiemme a Moena, e oltre fino a Canazei, seguendo in gran parte il tracciato che d'inverno è utilizzato dalla Marcialonga.
Fino al 1963 era attivo un servizio ferroviario, la Ferrovia della Val di Fiemme, che percorreva l'intera valle salendo da Ora fino a Predazzo. Il servizio di trasporto pubblico è ora svolto su gomma dalle società Trentino Trasporti e SAD.

## Economia

### Turismo
Una parte fondamentale dell'economia della valle è sicuramente il turismo montano, sia estivo che invernale. In ambito di turismo invernale la Val di Fiemme vanta rinomati comprensori sciistici come quello dell'Alpe Cermis, del Latemar (Predazzo-Pampeago-Obereggen) e dell'Alpe Lusia, che fanno parte del grande circuito Dolomiti Superski, famoso in tutto il mondo per il suo modello efficiente e di qualità. Non da meno è la pratica dello sci nordico, che vede la Val di Fiemme tappa importante dei maggiori campionati della disciplina, con il Centro del Fondo di Lago di Tesero che è il fiore all'occhiello per quanto riguarda questo sport. La Val di Fiemme ospita annualmente le tappe finali del Tour de Ski, che si conclude tradizionalmente sulla salita del Cermis, ed ha ospitato i Mondiali di Sci Nordico nel 1991, nel 2003 e nel 2013. La Val di Fiemme ospita inoltre, annualmente la Marcialonga, che attrae persone da tutto il mondo e ospiterà gare delle Olimpiadi di Milano-Cortina del 2026. Non meno importanti sono le gare di Salto con gli Sci, che si svolgono al Centro del Salto di Predazzo, che ospiterà anch'esso gare delle Olimpiadi del 2026.
I comprensori sciistici offrono poi, l'estate, la possibilità di salire in quota in funivia e percorrere i sentieri più belli della Catena del Lagorai e delle altre montagne di Fiemme.

### Legname
Molto importante è anche l'esportazione di legname, soprattutto derivante dalle prestigiose conifere dei boschi fiemmesi, come abeti rossi, dai quali si ricava il legno pregiato che serve per assemblare strumenti musicali, come violini e pianoforti, tra i migliori al mondo. Gli alberi fiemmesi, inoltre, durante il periodo di Natale, adornano varie piazze italiane.
Nell'autunno del 2018 la Tempesta Vaia ha messo in serio pericolo il patrimonio boschivo della valle, radendo al suolo con potenti venti, ettari ed ettari di legname, parte del quale irrecuperabile.
In seguito alla Tempesta Vaia una pesante infestazione di Bostrico Tipografo (Ips typographus) dilaga nei boschi della valle. Centinaia di ettari di bosco sono persi ogni anno a causa di questo Coleottero e la sopravvivenza dell'abete rosso è ormai messa in seria difficoltà.

### Prodotti tipici
La Val di Fiemme è famosa anche per i suoi formaggi, come il Puzzone di Moena, prodotto però nel Caseificio di Predazzo, e per gli insaccati, oltre ad altri prodotti tipici come il miele. Importante poi è la pasta, prodotta negli stabilimenti Felicetti, sempre a Predazzo e a Molina.

### Imprese
La Val di Fiemme è sede anche di alcune imprese. Oltre alla già citata azienda Felicetti, rinomata produttrice di pasta, vi è anche una tra le aziende leader nel mondo nell'abbigliamento sportivo, La Sportiva, e una delle aziende leader nella produzione di cucine a legna, la Rizzoli Cucine.

## Storia

### Preistoria e civiltà pre-romane
I primi indizi di presenza umana in valle risalgono a circa 10.000 anni fa. Sono stati infatti ritrovati, in tempi recenti, strumenti in pietra e schegge, nonché resti di campi di caccia e di bivacchi. I primi uomini in questi territori arrivarono in valle con la necessità di procurarsi il cibo e di sopravvivere. La valle infatti abbondava di selvaggina e il torrente Avisio, che la attraversa, di pesce, rendendo il territorio appetibile non soltanto in termini di caccia ma anche in termini di pesca. Nonostante ciò, erano già popolazioni dotate di competenze tecniche e materiali di tutto rispetto.
Via via nei millenni, nonostante le caratteristiche morfologiche del territorio, si stanziano le prime piccole civiltà stabili, soprattutto su terrazzi, versanti e alture. Questi primi centri abitativi prendono il nome di "Castellieri", quest'ultimi ravvisabili non soltanto in Fiemme ma in altri territori alpini dell'età pre-romana. Verso gli ultimi secoli prima della nascita di Cristo (verso il 500-400 a.C.) arrivarono in valle Etruschi, Galli e Reti.
Dagli Etruschi gli abitanti di Fiemme impararono ad usare la pietra come basamento per le capanne, mentre dai Galli appresero l'uso degli oggetti in ferro e probabilmente anche il modo per estrarre i metalli dalla roccia e lavorarli. Opera dei Galli è anche lo sviluppo dell'allevamento.

### Epoca romana
Verso il 15 a.C la popolazione della valle si unì a Reti e Celti per fermare l'avanzata verso le Alpi dell'Impero Romano, senza però avere successo. Addirittura, un manipolo di fiemmesi passò incatenato per le vie di Roma, come "spettacolo" per gli abitanti della capitale dell'impero. Con la provincia di Trento divenuta parte dell'impero di Roma, e col continuo passaggio di carriaggi diretti in Germania, qualche disertore romano e qualche schiavo trovò rifugio in valle. Salivano, di tanto in tanto, anche soldati romani, con il compito di punire i fiemmesi (Flamonienses) delle loro scorrerie contro i commercianti romani che transitavano per la Val d'Adige.
Le cronache storiche dell'epoca non narrano molto altro, se non che, nonostante il dominio romano, la popolazione rimase sempre molto indipendente, salvo qualche tributo annuale a Roma. Durante le invasioni barbariche, fuggiaschi dal Veneto, dalla Valle dell'Adige e probabilmente anche dalla Val Pusteria affluirono in valle aumentandone notevolmente la popolazione. L'attività di allevamento e di agricoltura crebbero, soprattutto grazie al fatto che i boschi fecero un passo indietro, anche per colpa del fuoco, lasciando scoperti pendii e vallette da falciare. Verso il 400-500 d.C gli abitanti di Fiemme entrarono in contatto con il Cristianesimo, grazie a missionari giunti coi fuggiaschi. A quel tempo la popolazione della valle si aggirava tra i 2000 e i 3 000 abitanti.

### Il Medioevo e la nascita della Magnifica Comunità di Fiemme
Poco si sa della storia della valle durante il periodo dell'Alto Medioevo, se non che gli abitanti impararono a sfruttare la forza dei ruscelli per muovere mulini. La valle, come tutto il Trentino, passò sotto il dominio del Ducato longobardo di Trento del Duca Evinio nel 574 d.C., conquistato poi da Carlo Magno nel 774 d.C.
Attorno all'anno 1000, in valle si stabilirono signori feudatari degli imperatori del Sacro Romano Impero, che intanto aveva preso il posto del dominio longobardo. I feudatari, i Conti di Eppan, e i loro valvassini (i Conti di Enn), imposero un pesante regime, sia fiscale che non, agli abitanti della valle, che pur non sopportando i loro soprusi, così come quelli degli Arimanni (il corpo militare di questi feudatari), poco riuscirono a fare per liberarsi da questo giogo.
Nel frattempo, i territori di Trento erano divenuti, nel 1027, Principato Vescovile, per volere di Corrado II il Salico. Gli abitanti di Fiemme colsero quindi l'occasione per stipulare un patto tra essi e il Principe-Vescovo, con lo scopo di sottrarsi ai continui imbrogli dei feudatari. Nel 1111 vengono firmati i famosi Patti Ghebardini, tra la comunità valligiana e il Principe-Vescovo Ghebardo. I patti garantiscono ai fiemmesi di mettere nero su bianco diritti e doveri, loro e del Principe-Vescovo, così da evitare altri ricatti e assicurarsi al contempo l'autonomia di cui la valle aveva sempre goduto. Nasce così la Magnifica Comunità di Fiemme. Verso il 1160 i Conti di Eppan persero i loro beni che finirono al Principe-Vescovo, il quale li girò ai Conti di Enn, che diventarono nuovi feudatari. Nonostante continuasse una forma di feudalesimo, i Patti Ghebardini avevano assicurato alla valle la fine del pesante regime feudatario del X-XI secolo.
Si può far risalire la fine del dominio feudale tra il 1310 e il 1314, quando gli ultimi castelli dei Conti del Tirolo, anch'essi tra i feudatari, vennero demoliti. Nel 1313 il Principe-Vescovo di Trento Enrico III conferma i termini dei Patti Ghebardini, aggiungendo che gli abitanti di Fiemme hanno la proprietà dei boschi, dei pascoli, dei monti, della caccia e della pesca, andando poi ad elencare il tutto nei minimi dettagli. Ciò prende il nome di Privilegio Enriciano.

### Fine del Medioevo ed Età Moderna
Nel 1315 la Comunità di Fiemme (o Comun) si suddivise in quattro quartieri: Moena (con le sue frazioni) -Daiano-Predazzo; Tesero-Panchià-Ziano; Cavalese (con i Masi)-Varena-Cadrubio; Carano-Castello-Trodena. Questa suddivisione rimase pressoché invariata per quasi cinque secoli.
Nel 1480 comparvero le prime leggi scritte, basate sulle tradizioni e attraverso le quali la Comunità si governò nei secoli successivi. Queste leggi vennero poi perfezionate nel 1613 e raggruppate in tre libri, quello del Comune, quello del Civil e quello del Criminal. L'opera fu poi completata interamente nel 1738 quando si sentì la necessità di mettere per iscritto anche le usanze per il buon governo dei boschi.
A partire dal 1501, e in particolare tra il 1504 e il 1506, nel pieno del periodo della lotta della Chiesa Romana contro la stregoneria, in Fiemme vi furono vari processi alle streghe (la cui esistenza era data per certa anche dai tribunali laici), ree di aver causato le tempeste e le siccità che avevano rovinato i raccolti. A seguito di questi processi, 28 persone vennero condannate a morte sul rogo: 6 di loro riuscirono a scappare prima dell'arresto, 4 morirono in carcere a causa delle torture e 18 (quindici donne e tre uomini) morirono sui roghi appiccati sul dos Rizól a Cavalese.
Nel 1508 la Magnifica Comunità si vide costretta a partecipare al fianco dell'Imperatore germanico contro la Repubblica Veneta, con quest'ultima che era il miglior cliente di legname fiemmese. Sotto il Principe-Vescovo Bernardo Clesio (1514-1539) si ebbe lo scoppio della guerra rustica, nella quale i contadini delle vallate trentine insorsero contro il Principe-Vescovo, occasione in cui la Comunità, forte dei Patti Ghebardini, rimase più quieta rispetto ad altri. Il Principe-Vescovo Ludovico Madruzzo (1567-1600) tentò di intaccare i diritti e le libertà degli abitanti di Fiemme, con quest'ultima che ricorse all'Imperatore e vide il Principe-Vescovo confermare i diritti e i privilegi dei fiemmesi e, nel 1587, concedere il diritto allo stemma.
Durante la Guerra dei trent'anni (1613-1643), la Comunità fu costretta, nonostante le proteste, a contribuire alle grosse spese di guerra dell'Impero. Durante il '600 crebbe inoltre il valore del legname, che in Fiemme era molto pregiato. La Comunità beneficiò del commercio di legname diretto soprattutto verso la Laguna Veneta.
Un'altra lotta contro i diritti della Comunità venne aperta dal Principe-Vescovo Thun verso la fine del XVII secolo. Egli voleva ridurre la Comunità a suo semplice feudo, abolendo ogni privilegio. Cominciò così ad attaccare il diritto alla caccia degli abitanti della valle, con quest'ultima che dovette fare, per l'ennesima volta, ricorso all'Imperatore. Questa lotta per il diritto alla caccia rimase aperta per circa 90 anni, quando nel 1762 i Principi-Vescovi cedettero definitivamente. Nel 1776, però, venne eletto Principe-Vescovo Pietro Vigilio Thun, che tentò un'altra volta di minare i diritti della Magnifica Comunità cercando di tirare dalla sua parte anche il secolare difensore dei fiemmesi, l'Imperatore. Con l'appoggio di Vienna, il Principe-Vescovo fece preparare un nuovo statuto che superasse i privilegi dati dai Patti Ghebardini. Fortuna vuole che la difesa venne affidata al famoso giurista Carlo Antonio Pilati della Val di Non, che riuscì a far cambiare idea all'Imperatore. Per timore di perdere la causa, il Principe-Vescovo ritirò le minacce e confermò i diritti della Comunità.
Sul finire del XVIII secolo scoppiarono in valle i peggiori tumulti della storia fiemmese. I venti della rivoluzione francese arrivarono fino ai territori trentini e grandi tumulti avvennero sia nelle valli che a Trento. I scompigli nella valle portarono alcune Regole a tentare di separarsi dalla Comunità di Fiemme, di fatto ponendo fine alla lunga unità dei Vicini della valle e a quella della secolare Magnifica Comunità di Fiemme come ente di governo unitario della valle.

### Il periodo napoleonico e il susseguirsi dei domini
Nel 1796 l'esercito di Napoleone valicò le Alpi e si diresse in direzione degli austriaci, che però riuscirono a respingere i francesi. Un anno dopo, nel 1797, ci fu un'altra offensiva degli uomini di Napoleone, che stavolta riuscirono ad occupare i territori trentini e anche la Val di Fiemme. I francesi si comportarono abbastanza bene con i Vicini della valle, anche se non mancarono soprusi e angherie. Nel 1798 un'offensiva austriaca costrinse i francesi ad abbandonare i territori conquistati l'anno prima, e così la valle, che tornò sotto gli austriaci.
Nel gennaio 1801 i francesi tornarono in Trentino e occuparono nuovamente sia Trento, sia la Val di Fiemme. Con la Pace di Luneville del febbraio del 1801 la Francia cedette i territori conquistati nuovamente all'Austria, che li unì alla Provincia del Tirolo, concludendo così l'esperienza di autogoverno della Magnifica Comunità. Nel 1804 si procedette a sostituire le leggi di Fiemme con quelle dell'ordinamento giudiziario austriaco e con il nuovo codice civile introdotto in tutto il resto del Trentino.
Nel 1805, dopo che Napoleone aveva di nuovo conquistato i territori del Trentino, cedette tutta la provincia del Tirolo al Regno di Baviera, con la Pace di Presburgo. Nel 1807 la Val di Fiemme finì sotto dominio bavarese, scatenando rivolte soprattutto a Predazzo. Nel frattempo, però, scoppiò la guerra tra Baviera e Austria, e i bavaresi sgomberarono rapidamente il Trentino ed il Tirolo fino a che non arrivarono in soccorso i francesi, alleati della Baviera, che tornarono ad occupare la valle, con lo stato satellite del Regno d'Italia, nel 1809. Nel 1813, con il Congresso di Vienna, l'Austria riprese definitivamente possesso della Val di Fiemme, che rimarrà sotto la corona austriaca fino alla fine della Prima Guerra Mondiale.

### La Val di Fiemme sotto l'Impero Austriaco e Austro-Ungarico
L'esperienza ottocentesca della Val di Fiemme post-congresso vede quindi la valle sotto il dominio dell'Impero Austriaco e ridotta a una delle tante valli del Tirolo. Già nel 1820, nelle prime fasi dell'esperienza sotto la corona asburgica, si ebbe la spartizione dell'antico patrimonio comunitario che, rimasto unito per secoli, sarebbe stato diviso tra i vari paesi della valle. Contrasti tra i vari comuni, però, non permisero di concludere nulla per circa un ventennio. Nel 1840 il governo approvò un tale progetto, mentre nel 1847 ci si accordò per amministrare il patrimonio comunitario ripartendone i profitti fra i vari comuni. Nella prima metà del secolo la valle, come tutto il trentino, vide anche l'inizio della opera di fortificazione del territorio tirolese, in difesa dei confini dell'Impero.
I moti del 1848 e le operazioni della prima guerra di indipendenza italiana arrivarono fino in Trentino e costrinsero le terre austriache a un'opera di modernizzazione all'interno della quale vennero emanati provvedimenti normativi come lo scioglimento e la regolazione della servitù, benché tanti territori del Tirolo fossero già emancipati da questo punto di vista. Nel 1849 ci furono grandi cambiamenti in ambito amministrativo per i territori tirolesi. Dapprima Fiemme, con Cavalese, divenne centro amministrativo dei tre distretti di Fiemme, Fassa e Primiero. Nel 1854, con il regime neo-assolutista l'assetto mutò ma nel 1868, con l'evoluzione dell'Impero in quello Austro-Ungarico si tornò alla situazione del '49, con la sola differenza che Cavalese era ora centro amministrativo di Fiemme e Fassa, con il Primiero staccato dalle altre due valli. Questa situazione sarebbe poi rimasta immutata fino alla dissoluzione dell'Impero Austro-Ungarico.
In materia di trasporti, già nel 1823 Bolzano aveva dato il suo benestare per un collegamento tra Egna e la valle passando per Montagna. Un primo breve tratto fu completato e i primi carri transitarono il 28 settembre 1840. Nel 1845 si decise di avviare una trattativa con Ora, con l'accordo che però arrivò soltanto dieci anni più tardi. Nel 1858 iniziarono i lavori per quella che oggi è la SS48, e furono completati in due anni, con la Comunità di Fiemme, ora soltanto formazione sociale, che spese 150.000 fiorini.
Nella seconda metà dell'Ottocento nasce anche la vocazione turistica della valle. Nel 1857 il dottor Giuseppe Spazzali, giunto da Gorizia in Fiemme, è il primo ideatore del lancio turistico di Fiemme, e negli anni a venire si formano associazioni come la Società degli Alpinisti Tridentini e il Club Ciclistico "Alto Avisio". Nel 1880 Cavalese già contava un proprio teatro, mentre nel 1895 ben quattro alberghi. Il territorio era di particolare interesse turistico per le sue bellezze e per la ricchezza di passeggiate negli immediati dintorni e per la comodità delle escursioni. Nel 1899, sempre Cavalese, viene dotata di energia elettrica, solamente 9 anni dopo il capoluogo del Tirolo, Trento. Tra il 1900 e il 1914 il turismo cresce e gli alberghi si dotano dei bagni di fieno.
La Val di Fiemme si affermò quindi come importante centro turistico, forse tra i più importanti sia del panorama austriaco che del panorama europeo. Nel 1900 la Comunità partecipa all'Esposizione Universale di Parigi con un proprio stand. Nel 1907 venne inaugurato il primo servizio postale e di trasporto persone con autocorriera tra Egna e Predazzo con fermata a Cavalese, primo al mondo, e nel 1908 venne inaugurato il collegamento Egna-Val di Fiemme-San Martino di Castrozza.

### Prima guerra mondiale e passaggio all'Italia, ventennio fascista e Seconda Guerra Mondiale
Nel 1914 scoppia la Prima Guerra Mondiale e i cittadini maschi maggiorenni di Fiemme vengono coscritti dall'esercito austro-ungarico e inviati in Serbia e soprattutto in Galizia. Le condizioni di vita, anche e soprattutto a causa dei razionamenti alimentari, peggiorarono notevolmente e la leva militare costrinse donne, bambini e anziani a lavorare nei campi in sostituzione della forza lavoro persa con gli arruolamenti nell'esercito. Con l'entrata in guerra dell'Italia, nel 1915, i monti della valle divennero teatro di violenti scontri tra italiani e austriaci (famosa è la Battaglia del Monte Cauriol). Nel novembre del 1918, con la fine della guerra, il Trentino-Alto Adige, e quindi la Val di Fiemme, vennero annessi al Regno d'Italia.
La valle, impoverita da dagli anni della guerra, fece non poca fatica a risollevarsi. Nonostante ciò, la costruzione della linea ferroviaria Ora-Predazzo (guidata dagli austriaci quando ancora avevano il dominio su Fiemme), entrata in funzione nel gennaio del 1918 e la volontà di risollevarsi dei valligiani permette alla valle di ritornare sul panorama turistico internazionale. Durante i primi anni del fascismo si intraprende l'elettrificazione della ferrovia di Fiemme, conclusasi nel 1929 e si procede nella costruzione del teatro comunale, finito nel 1928, che all'epoca era il più grande della regione. Nei primi anni trenta viene introdotto poi il cinema sonoro e sorgono nelle Ville di Fiemme le prime strutture per ospitare i ragazzi dell'Opera Balilla.
La grande ripresa turistica degli anni trenta, che aveva visto la Val di Fiemme tornare nel novero delle principali mete montane dell'epoca, subì un altro duro colpo allo scoppio della Seconda Guerra Mondiale. Le produzioni alimentari, così come l'illuminazione, vennero regolamentate e poste sotto controllo. Negli ultimi due anni di guerra i fiemmesi fecero anche esperienza dei pericoli dei bombardamenti aerei, con il famoso "Pippo" che ogni notte passava a bassa quota, e dell'occupazione nazista con la Zona di Operazione Prealpi, o Operationszone Alpenvorland.
Con la fine della guerra mondiale i fiemmesi, ancora una volta, si risollevarono e così l'attività turistica, che ancora oggi è parte fondamentale del tessuto socioeconomico valligiano.

### Tragedie recenti
A partire dagli anni settanta del XX secolo, la valle è stata colpita da vari eventi luttuosi. 
- Il 9 marzo 1976, la funivia dell'Alpe Cermis fu interessata da un primo gravissimo disastro, e 42 persone (tra queste 15 bambini) persero la vita con la caduta della cabina della funivia.
- Il 19 luglio 1985 il disastro della Val di Stava, causato dal crollo dei bacini di decantazione dell'impianto di trattamento presso la miniera di Prestavel, provocò 268 vittime nella frazione di Stava (comune di Tesero).
- Il 3 febbraio 1998 un secondo incidente della funivia del Cermis, causato da un Grumman EA-6B Prowler statunitense in volo a bassa quota, provocò la morte di 19 passeggeri e del manovratore.
- Il 4 gennaio 2013, sempre sul Cermis, una motoslitta finì in un dirupo causando la morte di 6 persone.
- Tra il 26 e il 30 ottobre 2018 la tempesta Vaia colpì anche la Val di Fiemme. Fortunatamente non ci furono vittime, ma furono migliaia gli alberi caduti e ingenti i danni.

## Lingua
Nella maggior parte della valle si parla il dialetto fiammazzo, che appartiene al gruppo dei dialetti trentini orientali, con alcune differenze: nella zona di Predazzo l'idioma parlato è il dialetto predazzano, che risente di numerosi influssi dalla lingua ladina, parlata nella vicina val di Fassa, e dalla lingua veneta, data la vicinanza con i passi Valles e Rolle. Il dialetto fiammazzo originario si è mantenuto meglio nei paesi di Tesero e Varena, mentre la zona della bassa valle come Cavalese e Castello il dialetto è molto italianizzato. Il comune di Anterivo è invece di lingua tedesca, nella sua variante del dialetto sudtirolese.

## Amministrazione
Dal punto di vista amministrativo, la parte trentina della val di Fiemme costituisce la Comunità territoriale della Val di Fiemme, una delle comunità di valle della provincia istituite con la legge provinciale n°3 del 16 giugno 2006. Rimane in funzione ancora oggi la Magnifica Comunità di Fiemme, che opera in ambito di salvaguardia e di amministrazione del patrimonio naturale della valle.
La comunità è costituita dai seguenti comuni, elencati dall'estremità sud-occidentale della valle: Capriana, Valfloriana, Castello-Molina di Fiemme, Ville di Fiemme, Cavalese, Tesero, Panchià, Ziano, Predazzo.
| Comune                                                                 | Frazioni                                                                      | Abitanti | Estensione |
| Capriana / Caoriana                                                    | Maso Bait, Carbonare, Rover, Maso Lio, Maso Casel, Maso Cao de Villa          | 599      | 13 km²     |
| Valfloriana / Valfloriana                                              | Montalbiano, Barcatta, Casanova, Dorà, Sicina, Valle, Villaggio, Palù, Pradel | 567      | 39 km²     |
| Castello-Molina di Fiemme / Castèl-Molina                              | Castello, Molina, Predaia, Stramentizzo                                       | 2.276    | 54 km²     |
| Ville di Fiemme / Le Vile                                              | Aguai, Calvello, Carano, Cela, Daiano, Solaiolo, Varena, Veronza              | 2.563    | 46 km²     |
| Cavalese / Cavalés - capoluogo storico e amministrativo                | Masi, Cavazzal, Marco, Pian di Milon, Salanzada                               | 4.079    | 45 km²     |
| Tesero / Tiézer                                                        | Lago, Fassanel, Stava, Alpe di Pampeago, Piera, Propian, Roncosogno           | 2.871    | 50 km²     |
| Panchià / Pancià                                                       |                                                                               | 764      | 20 km²     |
| Ziano di Fiemme / Suàn                                                 | Bosin, Roda, Zanolin, Zanon                                                   | 1.659    | 35 km²     |
| Predazzo / Pardàc - centro più popolato, capoluogo economico e sociale | Bellamonte, Mezzavalle, Paneveggio, Fòl, Coste, Zaluna                        | 4.524    | 109 km²    |

## Sport
Lo sport più popolare è lo sci nordico, e sono presenti il Centro del fondo e del biathlon Fabio Canal a Lago di Tesero e lo Stadio del salto Giuseppe Dal Ben presso Predazzo. La Val di Fiemme ha ospitato varie tappe della Coppa del Mondo di combinata nordica, della Coppa del Mondo di salto con gli sci e della Coppa del Mondo di sci di fondo. È stata sede dei Campionati mondiali di sci nordico 1991, del 2003 e del 2013. Un appuntamento tradizionale per gli amanti dello sci di fondo è la Marcialonga di Fiemme e Fassa, una competizione di granfondo che si disputa annualmente tra le valli di Fiemme e Fassa.
Lo sci alpino si può praticare nei comprensori dello Ski Center Latemar, Alpe Cermis e Alpe Lusia. In particolare il primo ha ospitato numerose gare della Coppa Europa di sci alpino. 
L'hockey su ghiaccio è discretamente popolare in valle, ed è rappresentato dal Valdifiemme Hockey Club, con sede a Cavalese.
Nel 2026 la Val di Fiemme ospiterà delle gare dei XXV Giochi Olimpici Invernali e XIV Giochi Paralimpici Invernali, per questi ultimi le specialità del Para Cross Country e del Para Biathlon a Lago di Tesero.

## Galleria d'immagini

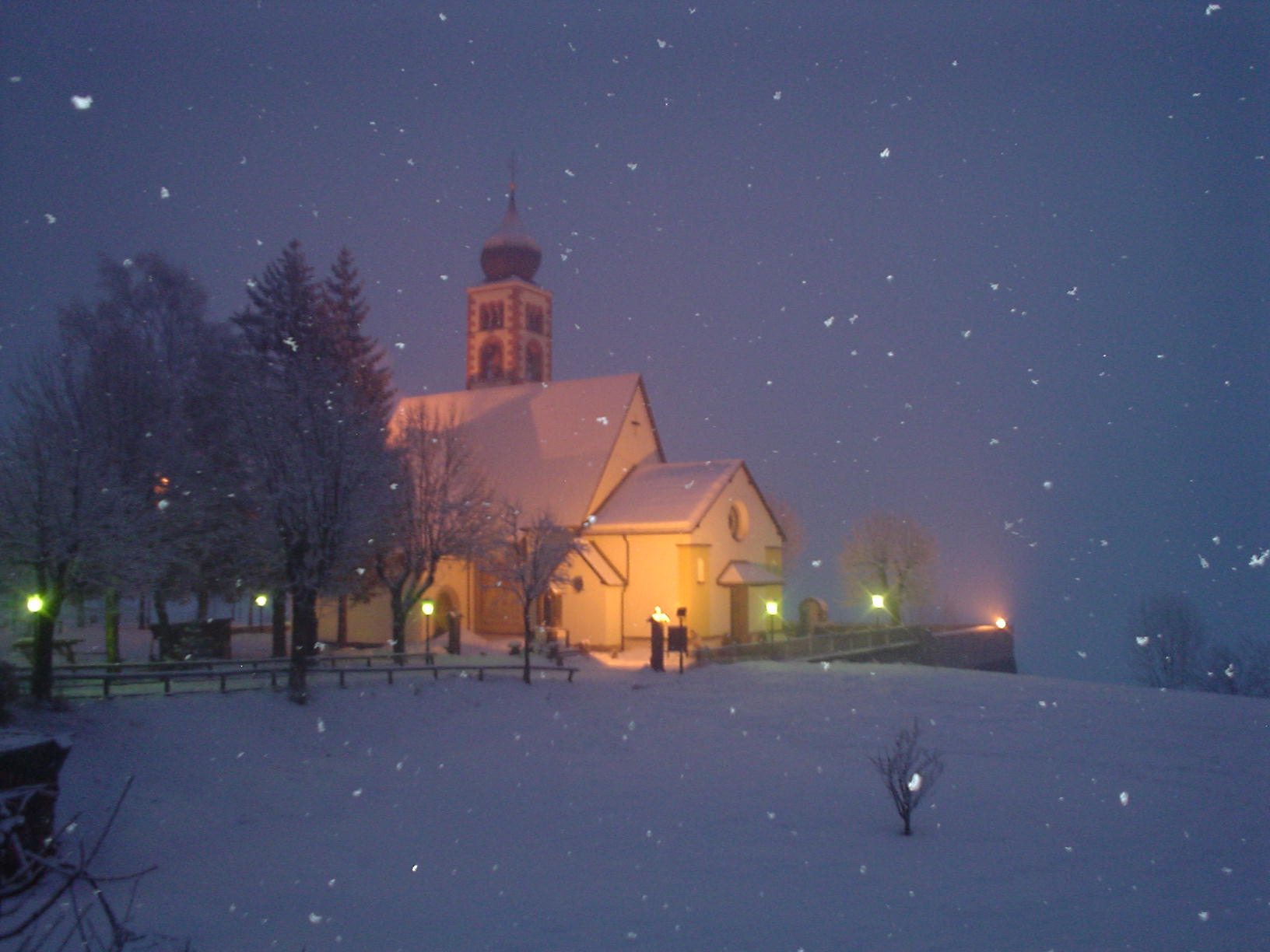
La chiesa di Daiano
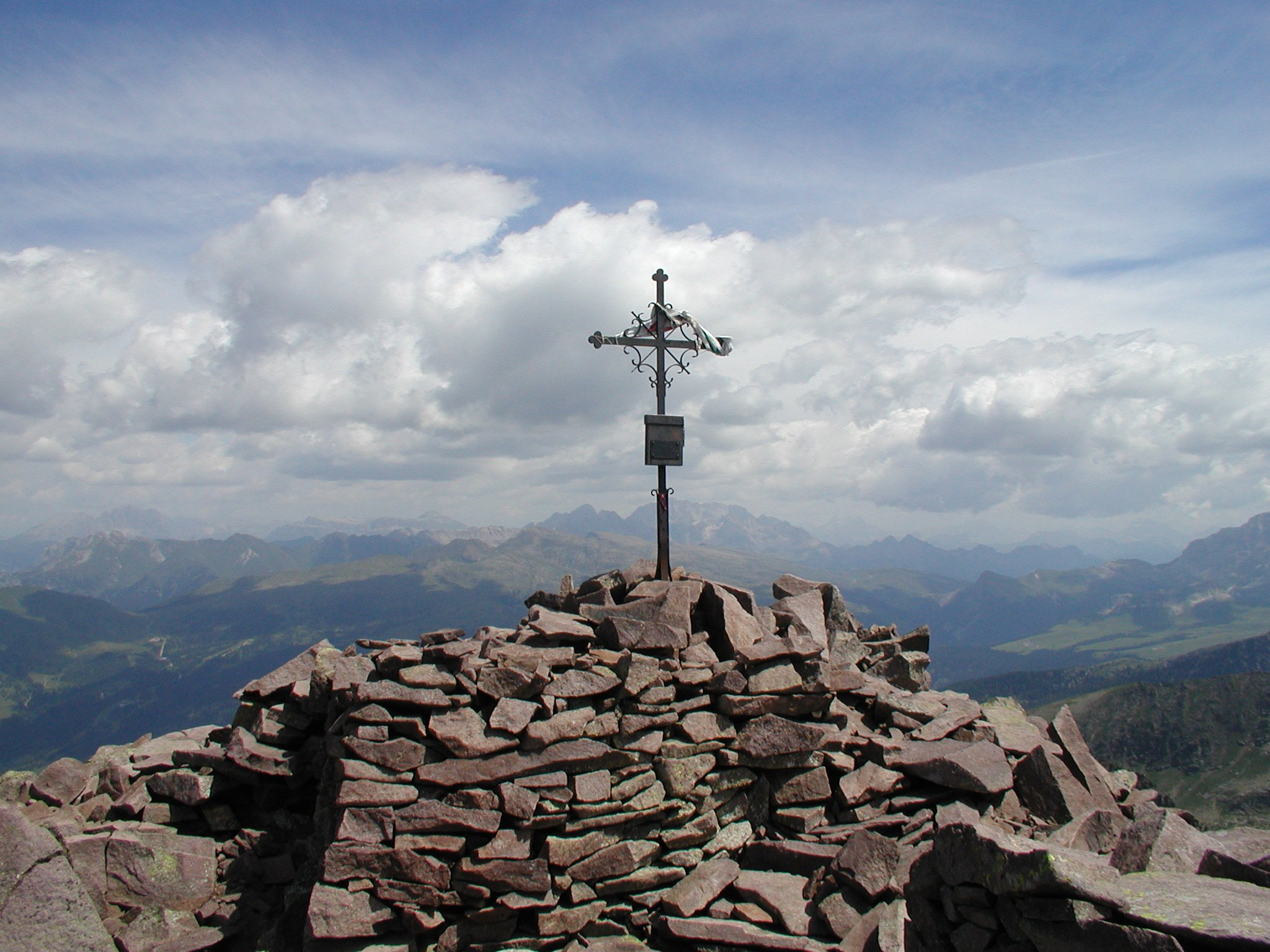
Cima Cece nel Lagorai
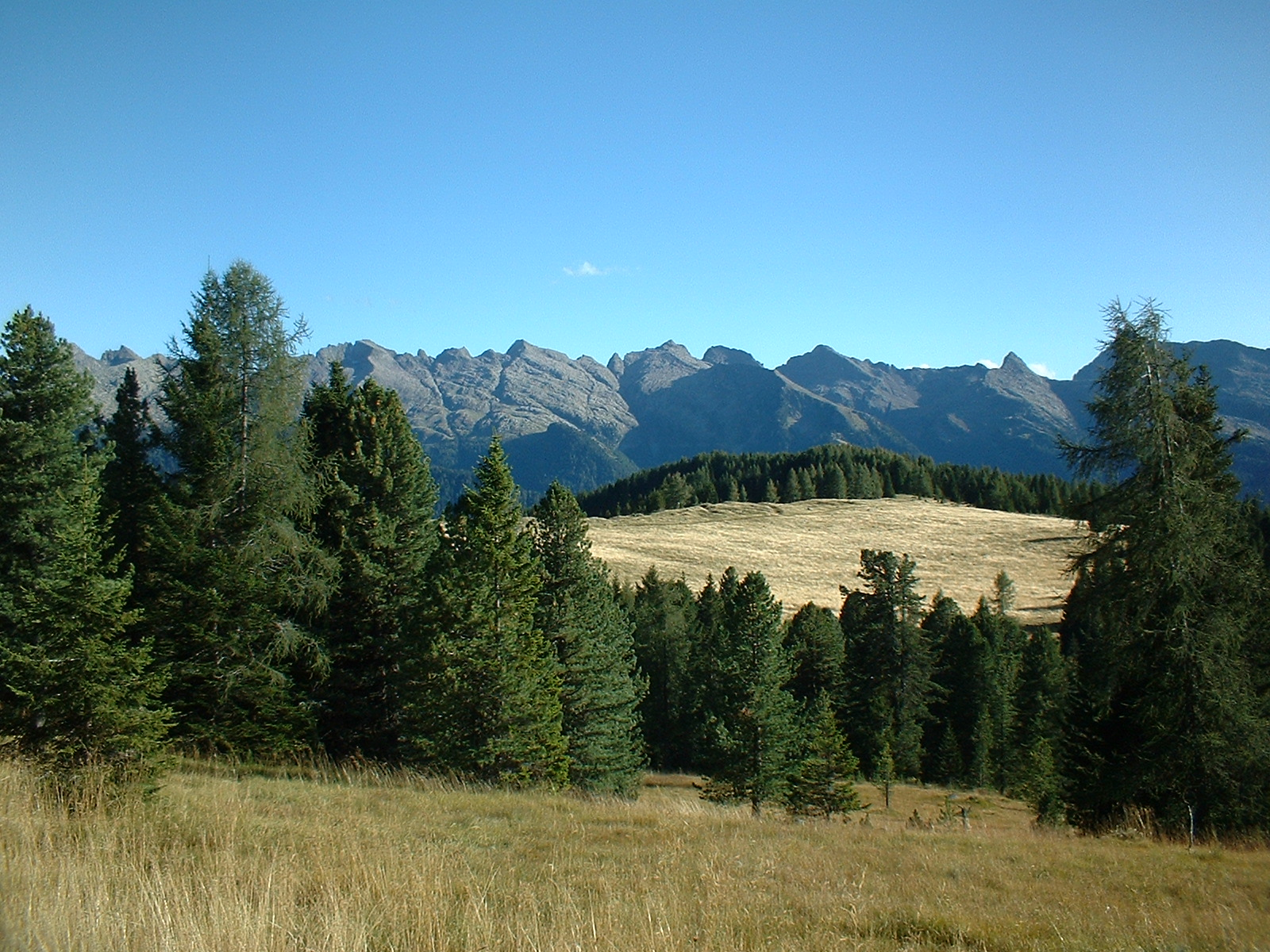
La catena del Lagorai vista da Passo Lusia
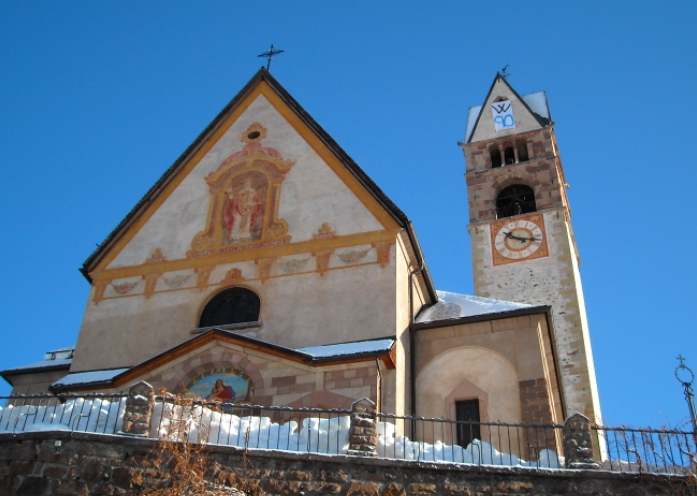
La chiesa di Carano
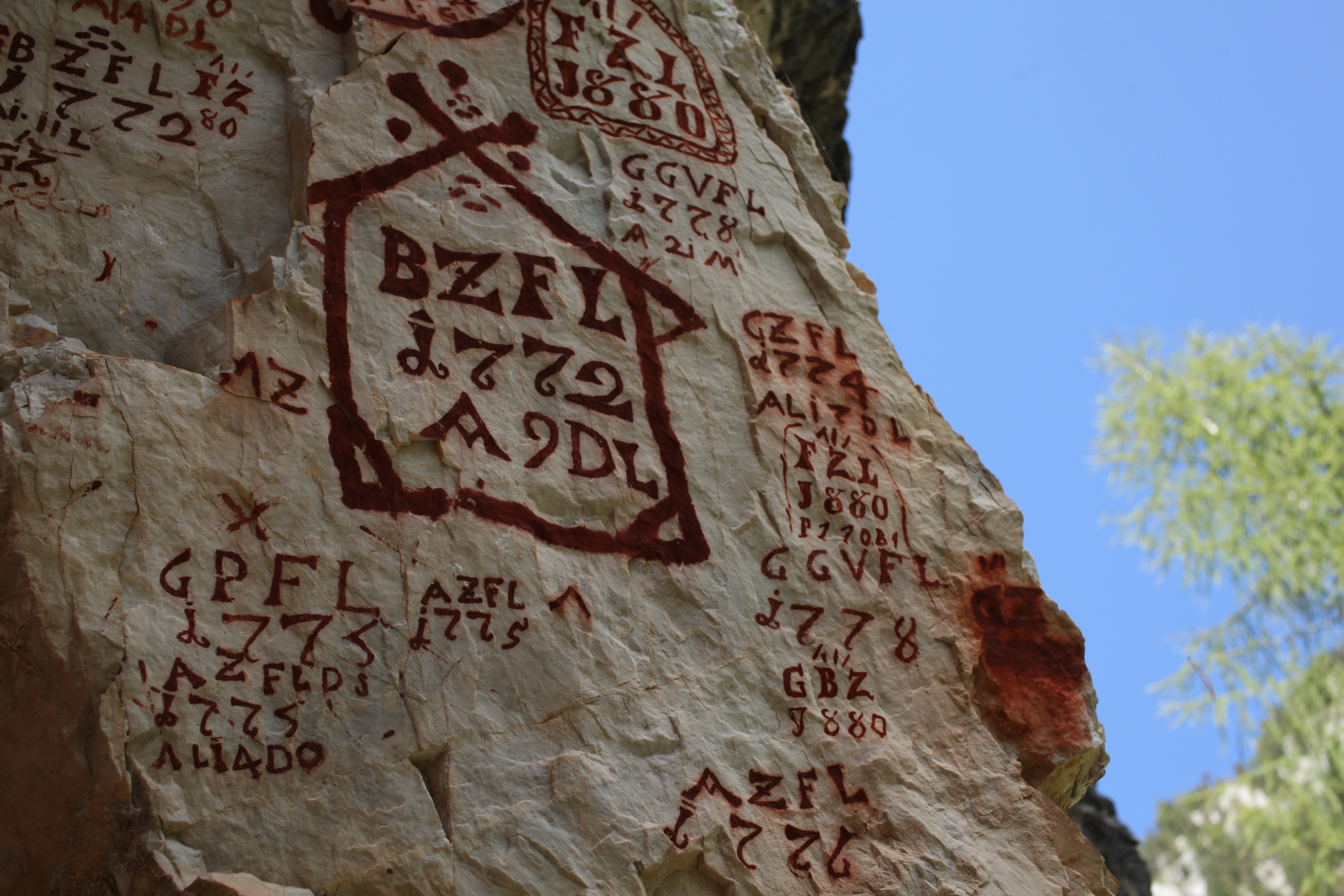
Scritte dei pastori